# Cantone di Grand-Bas-Armagnac
Il Cantone di Grand-Bas-Armagnac è una divisione amministrativa dell'arrondissement di Condom.
È stato costituito a seguito della riforma approvata con decreto del 26 febbraio 2014, che ha avuto attuazione dopo le elezioni dipartimentali del 2015.

## Composizione
Comprende i 40 comuni di:
- Arblade-le-Haut
- Ayzieu
- Bétous
- Bourrouillan
- Campagne-d'Armagnac
- Castex-d'Armagnac
- Caupenne-d'Armagnac
- Cazaubon
- Cravencères
- Espas
- Estang
- Le Houga
- Lannemaignan
- Lanne-Soubiran
- Larée
- Laujuzan
- Lias-d'Armagnac
- Loubédat
- Luppé-Violles
- Magnan
- Manciet
- Marguestau
- Mauléon-d'Armagnac
- Maupas
- Monclar
- Monguilhem
- Monlezun-d'Armagnac
- Mormès
- Nogaro
- Panjas
- Perchède
- Réans
- Saint-Griède
- Saint-Martin-d'Armagnac
- Sainte-Christie-d'Armagnac
- Salles-d'Armagnac
- Sion
- Sorbets
- Toujouse
- Urgosse